# Мургаш (връх)
Вижте пояснителната страница за други значения на Мургаш.
Мургаш е най-високият връх от дела Мургаш в Западна Стара планина. Разположен е в източната част от масива и е с височина 1687 метра надморска височина.
Изграден е от палеозойски скали и има куполовидна форма със стръмни склонове. От подножието му извират реките Елешница и Батулийска река.
Върхът представлява туристически обект; на югозапад на височина 1490 метра се намира хижа „Мургаш“, а в южното подножие е Елешнишкият манастир. През 1953 г. на връх Мургаш е изградена метеорологична станция, която е активна и днес.